# Javiera Toro Cáceres
Javiera Alejandra Toro Cáceres (Santiago, 10 de octubre de 1987) es una abogada, activista y política chilena, militante del Frente Amplio y exdirectora de la Fundación Nodo XXI. Entre marzo de 2022 agosto de 2023, se desempeñó como ministra de Bienes Nacionales de su país bajo el gobierno del presidente Gabriel Boric. Desde agosto de 2023 asumió como ministra de Desarrollo Social y Familia.

## Familia y estudios
Nació en Santiago, hija de Gustavo Elías Toro Vega y de María Pamela Cáceres Meza. Realizó sus estudios secundarios en el Colegio la Girouette, en la comuna de Las Condes. Posteriormente efectuó los superiores en la carrera de derecho en la Universidad de Chile, egresando como abogada en 2015.
En el ámbito laboral ha trabajado como investigadora de la Fundación Nodo XXI entre 2014 y 2016, ejerciendo simultáneamente como directora desde marzo de 2015, y luego en 2020, en segunda ocasión. Asimismo, ha trabajado como abogada en estudios jurídicos; fue asociada del estudio jurídico Mauricio Tapia Asesores Legales (2013-2016), y posteriormente trabajó en Ferrada Nehme hasta 2019.

## Carrera política
Políticamente, participó en el movimiento estudiantil desde el año 2006 en la Facultad de Derecho de la Universidad de Chile como militante del colectivo Estudiantes Autónomos (posteriormente, Izquierda Autónoma), siendo secretaria general del Centro de Estudiantes de Derecho 2008-2009 junto a Gabriel Boric, entonces presidente de dicha organización estudiantil.
Fue coordinadora de contenidos de la campaña presidencial de 2017 de la candidata del Frente Amplio Beatriz Sánchez y luego candidata a convencional constituyente por el distrito n° 11, aunque no resultó electa. Miembro fundadora del partido Comunes, entre enero de 2019 y julio de 2020 fue presidenta de dicha colectividad.
En ese último cargo, durante el estallido social de octubre de 2019, fue una de las firmantes del «Acuerdo por la Paz Social y la Nueva Constitución», que habilitó el itinerario institucional para iniciar el proceso constituyente en el país.
También fue integrante del equipo estratégico del comando del candidato presidencial Gabriel Boric de cara a la elección de 2021.
El 21 de enero de 2022 fue nombrada como ministra de Bienes Nacionales por el entonces presidente electo Gabriel Boric, siendo la séptima mujer en el cargo. Asumió esa función el 11 de marzo de 2022, con el inicio de la administración de Boric.
El 16 de agosto de 2023 fue nombrada como ministra de Desarrollo Social y Familia por el presidente Boric.

## Historial electoral

### Elecciones de convencionales constituyentes de 2021
- Elecciones de convencionales constituyentes por el distrito 11 (Peñalolén, Las Condes, La Reina, Vitacura y Lo Barnechea), Región Metropolitana[7]

| Candidato                   | Pacto                          | Partido | Votos  | %     | Resultado                  |
| --------------------------- | ------------------------------ | ------- | ------ | ----- | -------------------------- |
| Marcela Cubillos Sigall     | Vamos por Chile                | ILXP    | 84 055 | 21,85 | Convencional constituyente |
| Hernán Larraín Matte        | Vamos por Chile                | Evopoli | 29 373 | 7,63  | Convencional constituyente |
| Constanza Schonhaut Soto    | Apruebo Dignidad               | CS      | 21 536 | 5,60  | Convencional constituyente |
| Constanza Hube Portus       | Vamos por Chile                | UDI     | 18 804 | 4,89  | Convencional constituyente |
| Bernardo Fontaine Talavera  | Vamos por Chile                | ILXP    | 16 745 | 4,35  | Convencional constituyente |
| Soledad Mella Vidal         | La Lista del Pueblo            | ILXT    | 12 839 | 3,34  |                            |
| Paulina Kantor Pupkin       | Vamos por Chile                | Evopoli | 12 453 | 3,24  |                            |
| Patricio Fernández Chadwick | Lista del Apruebo              | Ind-PL  | 11 886 | 3,09  | Convencional constituyente |
| Sara Larraín Ruiz-Tagle     | Lista del Apruebo              | ILYB    | 11 320 | 2,95  |                            |
| Henry Boys Loeb             | Independiente (Fuera de Pacto) | Ind.    | 11 022 | 2,87  |                            |
| Mariana Aylwin Oyarzún      | Independientes por Chile       | ILZY    | 10 690 | 2,78  |                            |
| Carolina Pérez Dattari      | Apruebo Dignidad               | RD      | 4393   | 1,14  |                            |
| Javiera Toro Cáceres        | Apruebo Dignidad               | COM     | 4389   | 1,14  |                            |